# Alessandro Lucci

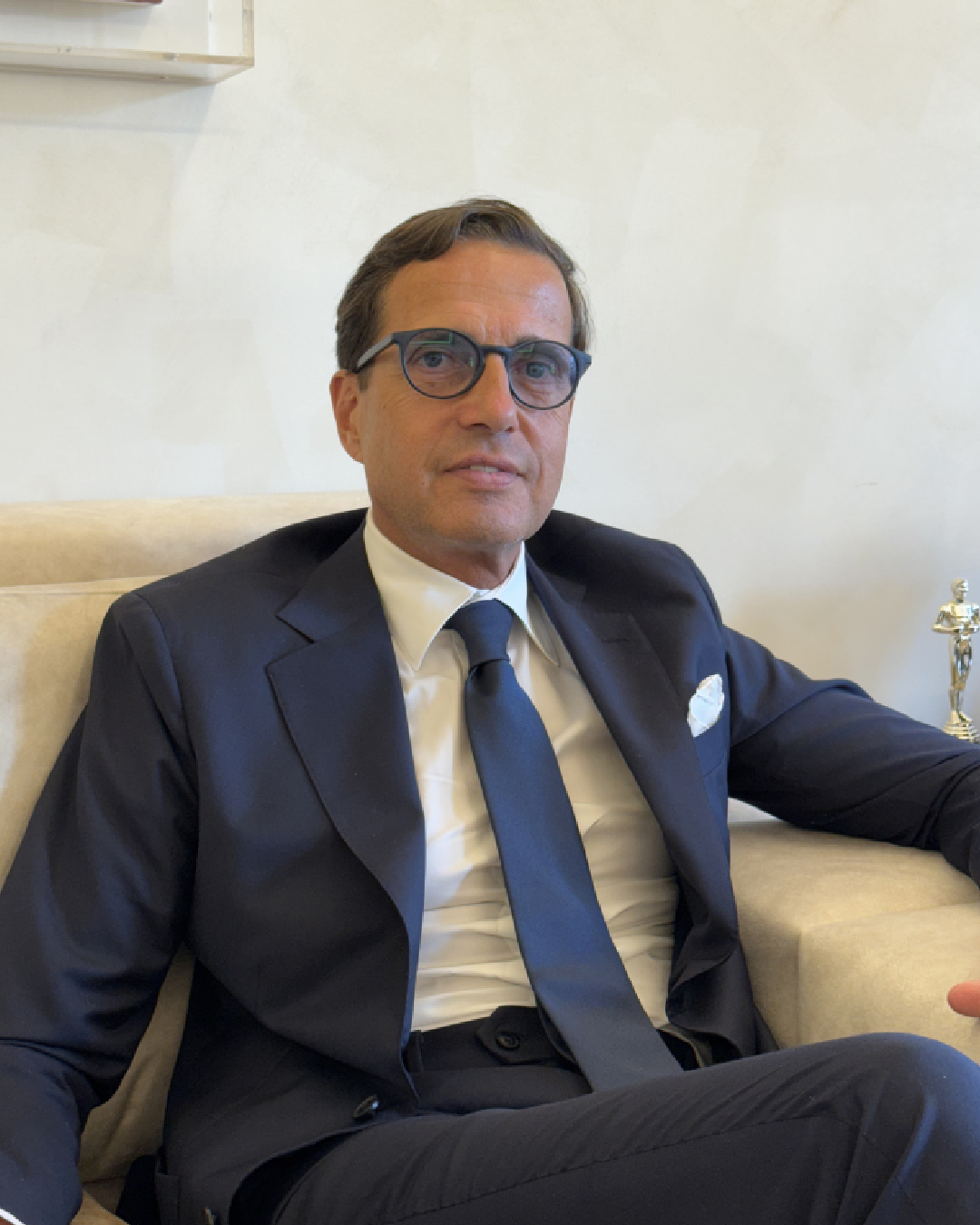
Alessandro Lucci nell'ufficio della World Soccer Agency a Roma

Alessandro Lucci (Roma, 17 luglio 1965) è un procuratore sportivo italiano. Nel 2002 ha fondato la World Soccer Agency (WSA)

## Biografia
Muove i primi passi a diciotto anni nel mondo dell’alta moda, nella boutique di Gianni Versace a Roma, dove cura l’outfit di celebrità e diventa consulente d’immagine di alcuni calciatori che militavano nel campionato italiano negli anni Ottanta e Novanta. Tra loro, Diego Armando Maradona e Sinisa Mihajlovic, con il quale instaura un'amicizia fraterna che durerà fino alla scomparsa dell'allenatore serbo.  

## Carriera
Lascia l’alta moda ed entra nel mondo del calcio a fine anni Novanta. Conclude la prima operazione di livello internazionale per conto del brasiliano Serginho, all’epoca in procinto di passare dal Milan al Middlesbrough. Lucci definisce con l’allora AD del Milan Adriano Galliani il rinnovo di contratto del terzino. 
Nel 2002 crea la World Soccer Agency, un'agenzia di consulenza sportiva internazionale attraverso la quale, un paio di anni dopo, diventa protagonista della battaglia legale di Rodrigo Taddei contro il Siena, società nella quale militava all'epoca l’esterno brasiliano. Taddei riuscirà a trasferirsi alla AS Roma grazie a un'azione legale intentata per la prima tra club di Serie A o Serie B: un'istanza di rescissione del contratto per mobbing presentata al collegio arbitrale della FIGC.
Nel corso degli anni successivi Lucci diventa agente Lucio, Juan, Vucinic, Julio Baptista. Tra i trasferimenti più importanti trattati da Lucci negli anni, rientrano quello di Leonardo Bonucci dalla Juventus al Milan e il successivo ritorno a Torino, la cessione di Juan Cuadrado al Chelsea dalla Fiorentina e il ritorno in Italia (alla Juventus), il passaggio di Edin Dzeko dalla Roma all’Inter e di Alessandro Florenzi dalla Roma al Paris Saint-Germain, seguiti dall’arrivo in Premier League di Dejan Kulusevski – che nel 2022 lascia la Juventus per il Tottenham Hotspur – e di Riccardo Calafiori, acquistato dall’Arsenal nell’estate del 2024.

## Riconoscimenti
Per tre volte viene conferito ad Alessandro Lucci il premio di “Miglior Procuratore Sportivo” dall’Italian Sport Awards. Nel 2017, Lucci ottiene la nomination come “World Best Agent of the Year” al Dubai Globe Soccer Awards.